# 中国共産党中央弁公庁
中国共産党中央弁公庁（ちゅうごくきょうさんとうちゅうおうべんこうちょう）は、中国共産党中央委員会に直属する事務機構。中国共産党設立初期から存在し、過去には中央秘書庁と称していた。

## 概要
党の最高指導者である中央委員会総書記の秘書役の担当が名目的な職務である。しかし、実際には総書記を含む党中央の主要な指導者の医療、保安、通信などの日常業務を任されており、その権限は名目上より大きく、「党の中枢神経」という別名がある。
中央弁公庁の責任者は中央弁公庁主任。中央弁公庁主任は党指導者の秘書など非政治的業務に携わる。国家幹部から地方のトップまで中国を動かす全ての重要人物のスケジュールを一手に管理し、また重要会議を主催し、総書記への取り次ぎへの可否を判断する等の政治的な権力を持っている。中央弁公庁主任経験者は最高指導者の一員として名を連ねる例が多い。また、中央弁公庁主任は日本における内閣官房長官にあたる役職と紹介されることもある。

## 機構
中央弁公庁は、紫禁城中南海に位置する。
- 秘書一局
- 秘書二局
- 秘書三局
- 機要局 - 秘密文書の保管
- 機要交通局 - 秘密文書の伝達
- 電話局（第39局） - 党指導者への暗号電話の提供
- 警衛局（第9局） - 党指導者の警護
- 党委弁公室
- 行政管理局
- 人事局
- 信訪局
- 档案局
- 老幹部局
- 特別会計処
- 研究室
- 印刷廠
- 毛主席紀念堂管理局